# Zambrano (Honduras)
Zambrano es un poblado del departamento de Francisco Morazán, perteneciente a al Distrito Central , Honduras.

## Características
Sus coordenadas son 14°16′0″ N y 87°24′0″ O en formato DMS (grados, minutos, segundos) o 14.2667 y -87.4 (en grados decimales). El poblado se encuentra a una altitud de 1,373 metros sobre el nivel del mar.

## Turismo
Zambrano es un destino turístico común para quienes visitan la capital del país, con un clima subtropical templado (Cwa), el poblado principal se puede recorrer cómodamente a pie comenzando con una laguna llena de vida, patos y tortugas la llaman hogar y pasean tranquilamente entre visitantes y en el que se pueden alquilar de remo para recorrerlo, haciendo la experiencia aún más entretenida.